# Lekkoatletyka na Światowych Wojskowych Igrzyskach Sportowych 2015 – maraton kobiet
Maraton kobiet – jedna z konkurencji biegowych rozegranych w dniu 11 października 2015 roku podczas 6. Światowych Wojskowych Igrzyskach Sportowych na kompleksie sportowym KAFAC Sports Complex w Mungyeongu.

## Terminarz
| Data                 | Godzina (UTC+09:00) | Wydarzenie |
| -------------------- | ------------------- | ---------- |
| 11 października 2015 | 9:00                | Finał      |

## Rekordy
Tabela prezentuje rekord świata, a także rekord Igrzysk wojskowych (CSIM) przed rozpoczęciem mistrzostw.
|                                   | Zawodnik          | Wynik   | Miejsce   | Data                      |
| --------------------------------- | ----------------- | ------- | --------- | ------------------------- |
| Rekord świata                     | Paula Radcliffe   | 2:15:25 | Londyn    | 13 kwietnia 2003(dts)     |
| Rekord Igrzyska wojskowych (CSIM) | Iwona Lewandowska | 2:28:33 | Eindhoven | 12 października 2012(dts) |

## Medaliści

### Indywidualnie
| Złoto                      | Srebro           | Brąz                      |
| Iwona Lewandowska · Polska | Ma Yugui · Chiny | Monika Drybulska · Polska |

### Drużynowo
| Złoto                                                                  | Srebro                                    | Brąz                                                                  |
| Polska · Iwona Lewandowska · Monika Drybulska · Olga Kalendarowa-Ochal | Chiny · Ma Yugui · Luo Chuan · Li Ruiling | Stany Zjednoczone · Meghan Curran · Emily Shertzer · Brenda Schrank · |

## Rezultaty

### Indywidualnie
| Pozycja | Zawodnik                     | Państwo           | Czas    | Uwagi |
| ------- | ---------------------------- | ----------------- | ------- | ----- |
| 01 !    | Iwona Lewandowska            | Polska            | 2:31:25 |       |
| 02 !    | Ma Yugui                     | Chiny             | 2:31:40 |       |
| 03 !    | Monika Drybulska             | Polska            | 2:32:20 |       |
| 4.      | Alina Armas                  | Namibia           | 2:33:09 |       |
| 5.      | Aster Tesfaye                | Bahrajn           | 2:34:39 |       |
| 6.      | Rasa Drazdauskaitė           | Litwa             | 2:36:48 |       |
| 7.      | Olga Kalendarowa-Ochal       | Polska            | 2:37:47 |       |
| 8.      | Luo Chuan                    | Chiny             | 2:39:11 |       |
| 9.      | Lishan Dula                  | Bahrajn           | 2:40:02 |       |
| 10.     | Anna Naakalako Amutoko       | Namibia           | 2:40:38 |       |
| 11.     | Li Ruiling                   | Chiny             | 2:41:18 |       |
| 12.     | Eunice Jeptoo                | Kenia             | 2:42:27 |       |
| 13.     | Munkhzaya Bayartsogt         | Mongolia          | 2:42:31 |       |
| 14.     | Winfrida Kwamboka Nyansikera | Kenia             | 2:43:13 |       |
| 15.     | Meghan Curran                | Stany Zjednoczone | 2:51:33 |       |
| 16      | Emily Shertzer               | Stany Zjednoczone | 2:51:54 |       |
| 17      | Niluka Geethani Rajasekara   | Sri Lanka         | 2:53:37 |       |
| 18      | Patricia Cabedo Serrano      | Hiszpania         | 2:53:54 |       |
| 19      | Badamkhatan Dovdon           | Mongolia          | 3:01:24 |       |
| 20      | Brenda Schrank               | Stany Zjednoczone | 3:05:38 |       |
| 21      | Maria Jansson                | Szwecja           | 3:06:10 |       |
| 22      | Marizete Moreira dos Santos  | Brazylia          | 3:07:49 |       |
| 23      | Celine Best                  | Kanada            | 3:07:54 |       |
| 24      | Monika Rausch                | Niemcy            | 3:08:47 |       |
| 25      | Katherine Velasquez Caiza    | Ekwador           | 3:11:44 |       |
| 26      | Danielle Krijgsman           | Holandia          | 3:12:15 |       |
| 27      | Mercy Kalunga                | Zambia            | 3:13:12 |       |
| 28      | María Dolores González Mesa  | Hiszpania         | 3:16:39 |       |
| 29      | Elena Konopleva              | Francja           | 3:18:43 |       |
| 30      | Genevieve Gobeil             | Kanada            | 3:19:29 |       |
| 31      | Alana Cadieux                | Kanada            | 3:20:54 |       |
| 32      | Henar Fernandez Ramos        | Hiszpania         | 3:22:11 |       |
| 33      | Ariuntungalag Enkhbayar      | Mongolia          | 3:23:07 |       |
| 34      | Erika Farkas                 | Węgry             | 3:32:33 |       |
| 35      | Emma Maria Bratt             | Szwecja           | 3:37:22 |       |
| -       | Irene Kwambai                | Kenia             | DNF     |       |
| -       | Svetlana Kliuka              | Rosja             | DNF     |       |
| -       | Merima Mohammed              | Bahrajn           | DNF     |       |
| -       | Arianne beckers              | Holandia          | DNF     |       |
| -       | Olena Hudaybergenova         | Turkmenistan      | 3:44:08 |       |
| -       | Aylar Berdiyeva              | Turkmenistan      | DNF     |       |
| -       | Guljahan Akmyradova          | Turkmenistan      | DNF     |       |

### Drużynowo
| Pozycja | Państwo           | Czas    | Uwagi |
| ------- | ----------------- | ------- | ----- |
| 01 !    | Polska            | 7:41:32 |       |
| 02 !    | Chiny             | 7:52:09 |       |
| 03 !    | Stany Zjednoczone | 8:49:05 |       |
| 4       | Mongolia          | 9:07:02 |       |
| 5       | Hiszpania         | 9:32:44 |       |
| 6       | Kanada            | 9:48:17 |       |
| -       | Bahrajn           | DQ      |       |
| -       | Kenia             | DQ      |       |
| -       | Turkmenistan      | DQ      |       |

## Klasyfikacja medalowa
* Gospodarz zawodów został zaznaczony tym kolorem.
| Miejsce           | Reprezentacja     | Złoto | Srebro | Brąz | Razem |
| ----------------- | ----------------- | ----- | ------ | ---- | ----- |
| 1                 | Polska            | 2     | 0      | 1    | 3     |
| 2                 | Chiny             | 0     | 2      | 0    | 2     |
| 3                 | Stany Zjednoczone | 0     | 0      | 1    | 1     |
| Ogółem (3 państw) | Ogółem (3 państw) | 2     | 2      | 2    | 6     |